# Ascó
Pour les articles homonymes, voir Asco (homonymie).
Ascó est une commune de la province de Tarragone, en Catalogne, en Espagne, de la comarque de Ribera d’Ebre

## Économie
- Centrale nucléaire d'Ascó

## Personnalités
Saint Pierre Sanz (1680-1747), dominicain martyr de Chine, canonisé en 2000 par Jean-Paul II